# Jetis (Bantul)
Jetis ist ein Distrikt (Kecamatan) im Regierungsbezirk (Kabupaten) Bantul der Sonderregion Yogyakarta im Süden der Insel Java. Der Kecamatan liegt im Südosten des Kabupaten. Ende 2021 zählte er 58.709 Einwohner auf 24,93 km² Fläche.

## Geographie
Jetis grenzt an folgende Kecamatan (Reihenfolge im Uhrzeigersinn):
| Richtung0000 | Name Kec.     | Kabupaten | Provinz |
| Norden       | Sewon         | Bantul    | DIY*    |
| Nordosten    | Pleret        | Bantul    | DIY*    |
| Osten        | Imogiri       | Bantul    | DIY*    |
| Süden        | Pundong       | Bantul    | DIY*    |
| Südwesten    | Bambanglipuro | Bantul    | DIY*    |
| Nordwesten   | Bantul        | Bantul    | DIY*    |

* D.I.Yogyakarta

## Verwaltungsgliederung
Der Kecamatan (auch Kapanewon genannt) gliedert sich in vier ländliche Dörfer (Desa, auch Kalurahan genannt):
| PUM-Code 1    | Desa        | Fläche (km²) | Bevölkerung zur Volkszählung 2 | Bevölkerung zur Volkszählung 2 | Bevölkerung zur Volkszählung 2 | Bevölkerung zur Volkszählung 2 | Bevölkerung zur Volkszählung 2 | Bevölkerung zur Volkszählung 2 | Padu- kuhan 4 | RT 5 |
| PUM-Code 1    | Desa        | Fläche (km²) | 002000                         | 002010                         | Männer                         | Frauen                         | 002020                         | Dichte 3                       | Padu- kuhan 4 | RT 5 |
| ------------- | ----------- | ------------ | ------------------------------ | ------------------------------ | ------------------------------ | ------------------------------ | ------------------------------ | ------------------------------ | ------------- | ---- |
| 34.02.09.2001 | Patalan     | 5,65         | 10.280                         | 10.923                         | 5.957                          | 6.087                          | 12.044                         | 2.131,7                        | 20            | 88   |
| 34.02.09.2002 | Canden      | 5,36         | 9.777                          | 10.447                         | 5.920                          | 5.895                          | 11.815                         | 2.204,3                        | 15            | 76   |
| 34.02.09.2003 | Sumberagung | 6,35         | 12.223                         | 13.706                         | 7.613                          | 7.760                          | 15.373                         | 2.420,9                        | 17            | 94   |
| 34.02.09.2004 | Trimulyo    | 7,11         | 14.194                         | 16.849                         | 9.681                          | 9.559                          | 19.240                         | 2.706,0                        | 12            | 119  |
| 34.02.09      | Kec. Jetis  | 24,47        | 46.474                         | 51.925                         | 29.171                         | 29.301                         | 58.472                         | 2.389,5                        | 64            | 377  |

- Der Verwaltungssitz Sumberagung wird abweichend auch Sumber Agung geschrieben.

## Demographie
Grobeinteilung der Bevölkerung nach Altersgruppen (zum Zensus 2020)
| Altersgruppen | 00Männer | 00Frauen | zusammen |
| ------------- | -------- | -------- | -------- |
| 0 – 14        | 6.458    | 5.981    | 12.439   |
| 15 – 64       | 20.161   | 20.236   | 40.397   |
| 65+           | 2.552    | 3.084    | 5.636    |
| gesamt        | 29.171   | 29.301   | 58.472   |
| anteilig (%)  |          |          |          |
| 0 – 14        | 22,14    | 20,41    | 21,27    |
| 15 – 64       | 69,11    | 69,06    | 69,09    |
| 65+           | 8,75     | 10,53    | 9,64     |

### Bevölkerungsentwicklung
In den Ergebnissen der sieben Volkszählungen seit 1961 ist folgende Entwicklung ersichtlich:
| Einheit/Jahr     | 1961         | 1971         | 1980         | 1990         | 2000         | 2010         | 2020         |
| ---------------- | ------------ | ------------ | ------------ | ------------ | ------------ | ------------ | ------------ |
| Kec. Jetis       | 32.664       | 37.550       | 40.932       | 43.229       | 46.474       | 51.925       | 58.472       |
| Anteil in %      | 6,54         | 6,60         | 6,45         | 6,20         | 5,95         | 5,70         | 5,93         |
| Kab. Bantul      | 499.163      | 568.627      | 634.442      | 696.905      | 781.013      | 911.503      | 985.770      |
| Sonderregion DIY | 00 2.231.062 | 00 2.487.177 | 00 2.750.025 | 00 2.912.611 | 00 3.120.478 | 00 3.457.491 | 00 3.66.8719 |